# Plethodon cinereus
Espèce
Synonymes
- Salamandra erythronota Rafinesque, 1818
- Salamandra cinerea Green, 1818
- Salamandra agilis Sager, 1839
- Salamandra puncticulata Duméril, Bibron & Duméril, 1854
- Plethodon huldae Grobman, 1949

Statut de conservation UICN

 LC  : Préoccupation mineure
Plethodon cinereus est une espèce d'urodèles de la famille des Plethodontidae. En français, elle peut être nommée Salamandre cendrée ou Salamandre rayée.

## Répartition
Cette espèce se rencontre :
- au Canada dans le sud de l'Ontario, dans le sud du Québec, au Nouveau-Brunswick, en Nouvelle-Écosse et sur l'Île-du-Prince-Édouard ;
- aux États-Unis au Minnesota, au Wisconsin, en Illinois, en Indiana, au Michigan, en Ohio, en Caroline du Nord, en Virginie, en Virginie-Occidentale, au Maryland, au Delaware, en Pennsylvanie, au New Jersey, dans l'État de New York et en Nouvelle-Angleterre.

## Description

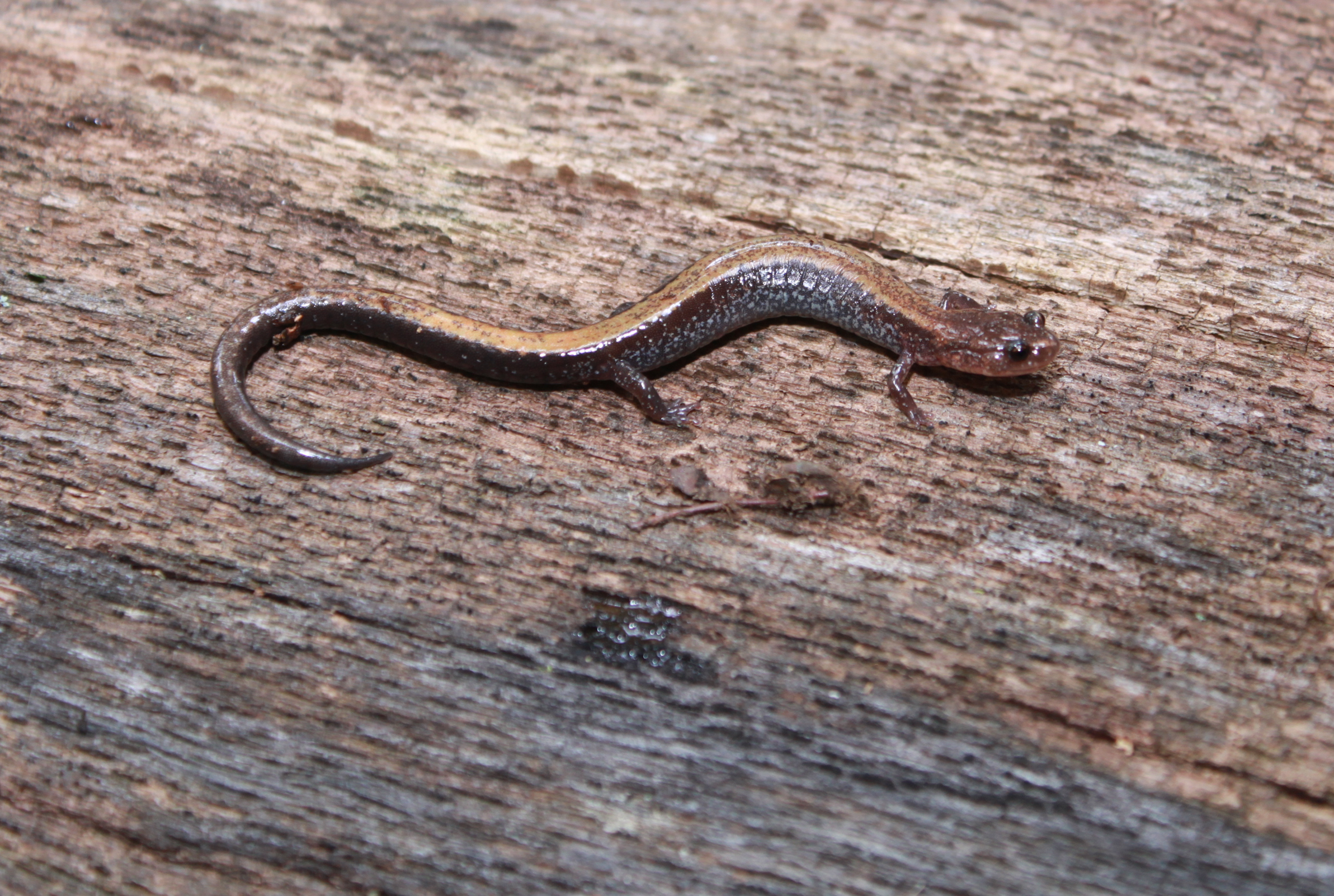

Cette salamandre mesure entre 5,7 et 10 cm de longueur.

## Publication originale
- Green, 1818 : Descriptions of several species of North American Amphibia, accompanied with observations. Journal of the Academy of Natural Sciences of Philadelphia, vol. 1, p. 348-359 (texte intégral).